# 3-я Украинская советская армия (РККА)
3-я Украинская советская армия (укр. 3-тя українська радянська армія) — объединение РККА, сформированное во время Гражданской войны и военной интервенции в России. 
Третья украинская советская армия создана приказом по войскам Украинского фронта, от 15 апреля 1919 года, (на основе решения РВС Украинского фронта от 24 марта 1919 года). В связи с упразднением Украинского фронта 13 июня 1919 года войска армии переданы для сформирования 12 армии Западного фронта.

## Состав
3-я Украинская советская армия создана из частей группы войск одесского направления, которые были сведены в две штатные дивизии (5-ю и 6-ю Украинскую советские дивизии). В мае в армию вошли 1-я Бессарабская и 2-я Интернациональная дивизии.

## Боевые действия
3-я Украинская советская армия вела боевые действия против войск УНР в районе Одесса — Херсон — Николаев и к концу апреля очистила от противника всё Левобережье Приднестровья до Тирасполя. 11 мая 1919 года войска армии форсировали Днестр и продвинулись на Кишинёв, но наступление было приостановлено после начавшегося антисоветского восстания Н. А. Григорьева, бывшего начальника 6-й Украинской советской дивизии. Части армии участвовали в ликвидации григорьевского восстания. 28 мая армия передала часть войск Южному фронту и перешла к обороне, продолжая борьбу против вооруженных формирований.

## Командный состав
Командующие:
- Н. А. Худяков (15 апреля — 23 июня 1919)

Члены РВС:
- Н. В. Голубенко (15 апреля — 23 июня 1919),
- Д. П. Датько (Фельдман, 22 апреля — 9 июня 1919),
- А. П. Соколов (12 мая — 23 июня 1919),
- Е. И. Ефимов (3 — 23 июня 1919).

Начальник штаба:
- И. А. Пионтковский (15 апреля — 23 июня 1919).